# MG MGB

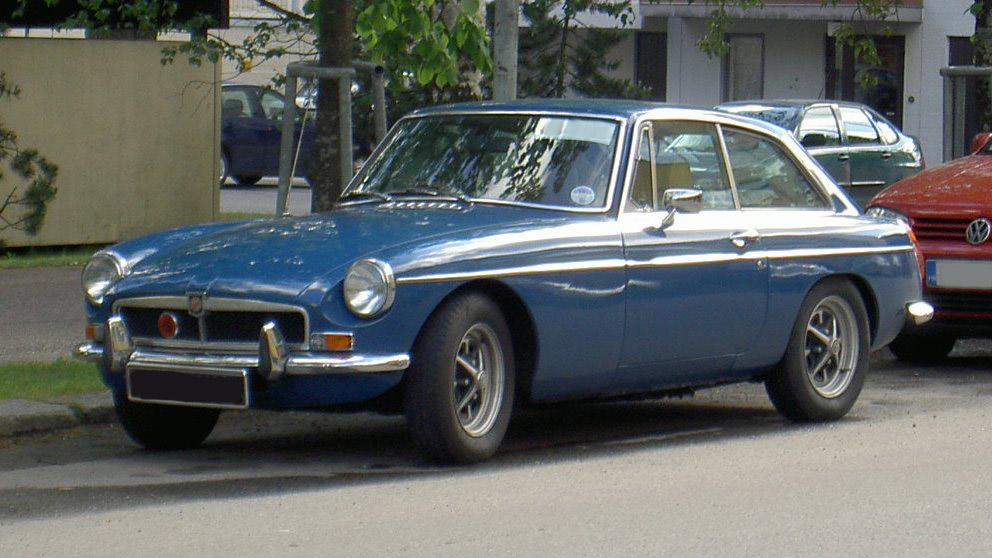
MGB GT

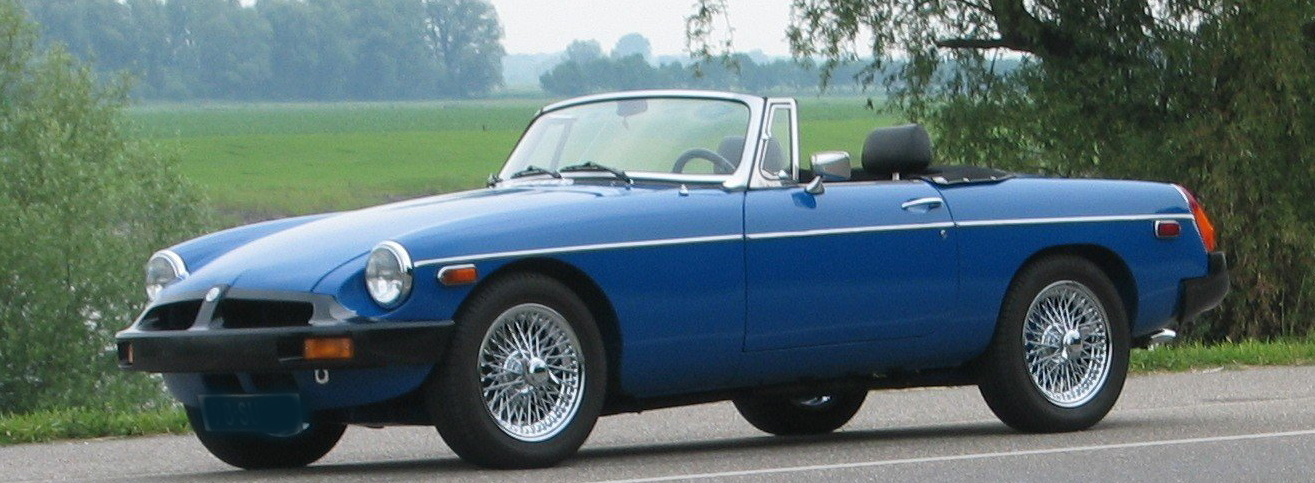
MGB roadster 1977

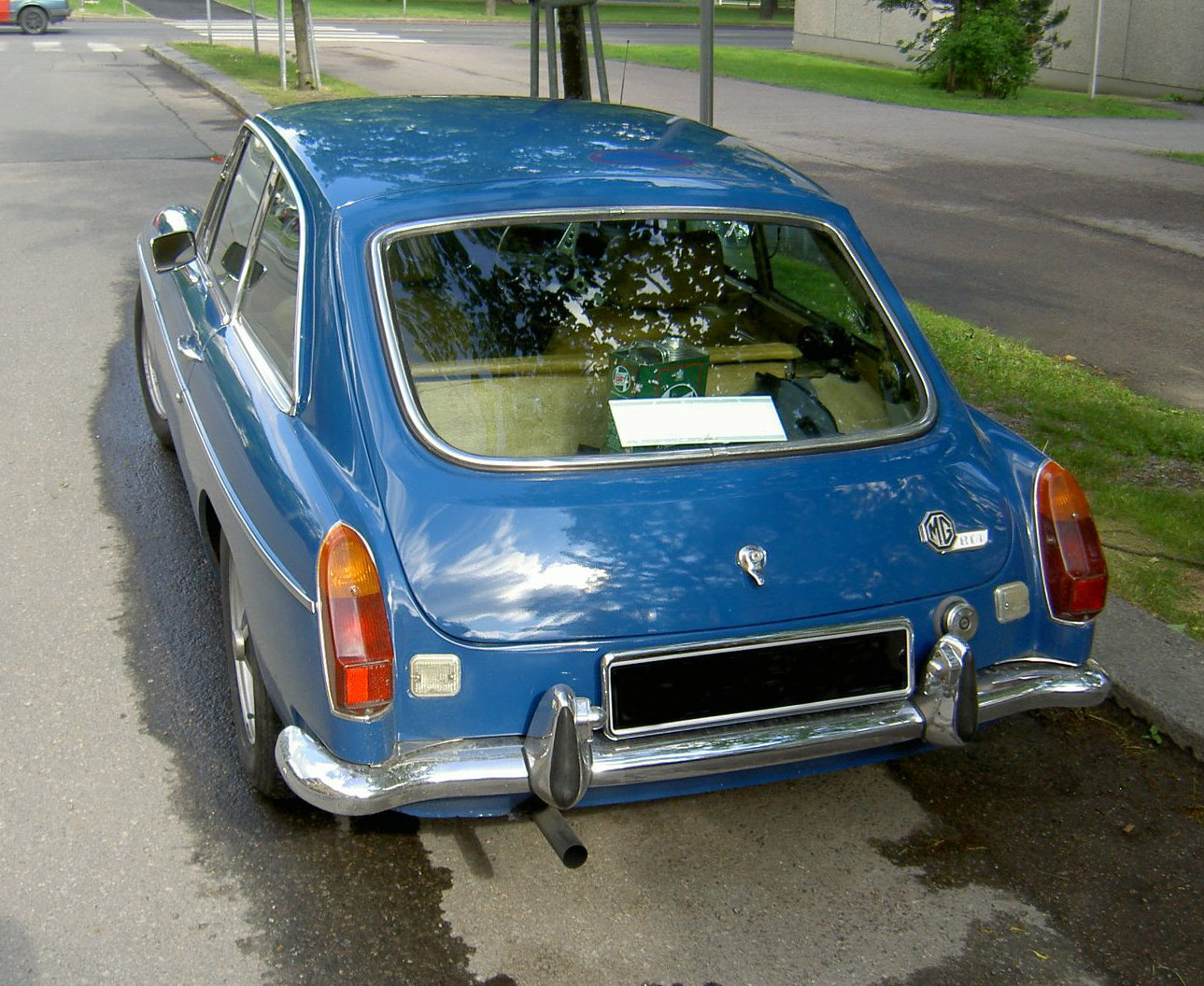
MGB GT

Automobily značky MG, model MGB, byly sportovní vozy britské firmy MG v období od května 1962 do 22. října 1980. Nahradil model MGA a jeho nástupcem se stal model RV8. Za celou dobu produkce bylo vyrobeno celkem 513 272 těchto vozů a patří tak k nejúspěšnějším vozům anglické značky MG a zároveň k nejúspěšnějším sériově vyráběným sportovním automobilům všech dob.
Díky počtu více než půl milionu vozidel vyrobených mezi roky 1962 a 1980 patří model MGB
stále k nejúspěšnějším sportovním automobilům v historii. Prodalo se neuvěřitelných 387 259 roadsterů a 125 621 vozů v provedení GT. Jeho úspěch spočíval v nízké pořizovací ceně, nízkým
provozním nákladům a obecně hezkému vzhledu. Většina světové produkce mířila do Spojených států.
Oproti jeho předchůdci, modelu MGA, který měl robustní a oddělené šasi jej nahradila lehčí samonosná karoserie. Vozidlo se nejprve objevilo jako dvoumístný roadster s čtyřválcovým motorem série B. Nejsilnější stránkou tohoto motoru byl točivý moment: 149,6 Nm při 3000 ot./min. Poskytoval výkon 71 kW (95 k) při 5400 ot./min.Vůz dosahoval solidní max. rychlosti 170 km/h. Zrychlení z 0 na 100 km/h se pohybovalo kolem 13 sekund.
V roce 1965 se začala prodávat verze kupé s označením GT. Jednalo se o vůz s uspořádáním sedaček 2+2, ovšem na zadních dvou sedadlech se daly převážet spíše jen děti, jelikož zde bylo jen velmi málo místa pro nohy. Vůz se splývavou zádí inspirovaný Pininfarinou byl o 73 kg těžší než roadster.
V roce 1967 se objevilo provedení Mark II či Mk II, jehož vzhled se nelišil od předchozích provedení, ale dostal
novou zadní nápravu a plně synchronizovanou převodovku. Zlepšila se jízda ve vyšších rychlostech a na přání dodávané i s automatickou převodovkou. Další změny se objevily v roce 1972 s verzí Mark III (Mk III). Šlo především o inovaci interiéru a vylepšené topení. V roce 1973 se také začala prodávat nejsilnější továrně vyráběná verze s vidlicovým osmiválcem Rover, která vznikla jako reakce na neúspěch modelu MGC. Vůz měl výkon 102 kW a maximální rychlost až 220 km/h. Ovšem ani toto provedení nebylo příliš úspěšné. Mezi lety 1973 a 1976 se prodalo pouze 2600 exemplářů. Neúspěch mu přinesly vysoká cena a problematické jízdní vlastnosti.
V roce 1974 začalo hrozit nebezpečí ze strany amerických bezpečnostních předpisů, které měli nepřímo
za následek také ukončení výroby modelu MG Midget, a tak došlo k nezbytné modernizaci. Ta měla za
následek zvýšení světlosti vozu kvůli pozici světlometů a také, že se součástí vozu staly tlustší
černé plastové nárazníky, které bezpochyby narušily hladký vzhled vozu. Zvýšena světlost vozu
negativně ovlivnila jízdní vlastnosti vozu. Také výkon klesal. Navzdory tomu se vůz stále dobře
prodával, a to zejména ve Spojených státech. Proto se koncern British Leyland, jemuž MG nyní patřilo v roce 1976 rozhodl model B zmodernizovat. Díky tomu se příznivě ovlivnila ovladatelnost
a změny postihly i interiér, který byl nyní lépe vybaven.
Ani tyto změny nakonec nestačily. Titul nejlépe prodávaného sportovního vozu převzal vůz
Datsun 260Z nejen ve Spojených státech, ale i na celém světě. Posledních tisíc
automobilů s označením MGB LE se stříbrným a černým nátěrem sjelo z výrobní linky v Abingdonu 22.
října 1980. Dalším skutečným sportovním automobilem značky se stal až v polovině devadesátých let model
MGF.

## MGC

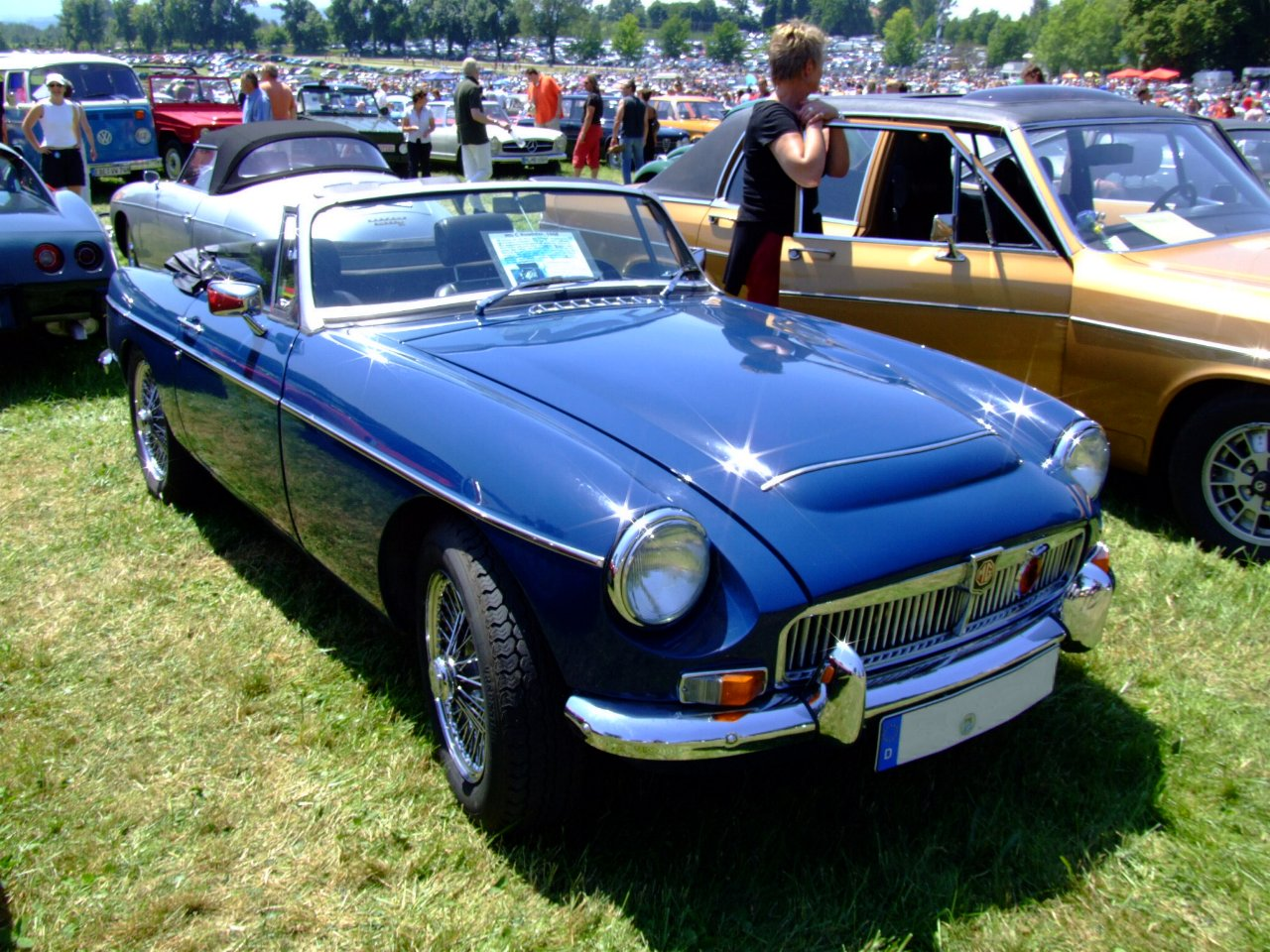
MGC roadster

Vůz byl poprvé představen v roce 1967 a podle plánu se měl stát nástupcem legendárního automobilu
Austin-Healey 3000, ovšem výsledek byl velmi špatný. Vůz vycházel z modelu MGB od kterého
převzal i svůj vzhled. Lišil se pouze vydutím kapoty a většími patnáctipalcovými koly. Vůz poháněl výkonný 3litrový šestiválec navržený pro limuzínu Austin, který poskytoval 108 kW výkonu. Tento motor byl o zhruba 25 kg těžší a narušil tak přirozené vyvážení MGB. To mělo za následek horší chování zádě vozu zejména na vlhkých silnicích. Vůz byl sice rychlý ( max. rychlost okolo 200 km/h), ale kvůli zhoršené ovladatelnosti a přílišné podobnosti s modelem MGB se nikdy nedostavil úspěch. Dalším faktorem, který přispěl k jeho neúspěchu, bylo montování osmiválcového motoru Rover do vozů MGB. Od začátku své existence se model MGC prodával jak ve variantě GT tak jako roadster. Zajímavostí je,
že jeden z modelů C vlastnil princ waleský, který si jej pořídil v roce 1968.